# Deckers Brands
Deckers Outdoor Corporation (NYSE: DECK) eller Deckers Brands er en amerikansk producent af fodtøj, der er baseret i Goleta, Californien. Den blev etableret i 1973 af University of California, Santa Barbara alumni Doug Otto og Karl F. Lopker. I 1975 blev navnet Deckers Corporation indarbejdet. I 1993 blev Deckers børsnoteret. 
Deckers' brands inkluderer: UGG, Teva, Sanuk, Hoka One One og Koolaburra.